# Costalimacris
Costalimacris is een geslacht van rechtvleugeligen uit de familie Romaleidae. De wetenschappelijke naam van dit geslacht is voor het eerst geldig gepubliceerd in 1988 door Carbonell & Campos-Seabra.

## Soorten
Het geslacht Costalimacris  is monotypisch en omvat slechts de volgende soort:
- Costalimacris neotropica (Carbonell & Campos-Seabra, 1988)